# Danaparoide
Danaparoide (nome comercial: Orgaran) é um anticoagulante que funciona inibindo o fator X ativado (fator Xa) e o fator IIa em menor proporção (20 vezes menos); Administrado por via subcutânea ou intravenosa, para profilaxia e tratamento da TVP (trombose venosa profunda) e para trombocitopenia induzida pela heparina.